# Thomas Klein (historien)
Pour les articles homonymes, voir Klein.
Thomas Klein (né le 6 juin 1933 à Berlin et mort le 28 mai 2001) est un historien allemand. De 1972 à 1998, il enseigne en tant que professeur d'histoire moderne à l'université Philippe de Marbourg. Il est un expert de l'histoire administrative et régionale de l'Allemagne du Nord et du Centre, mais aussi de l'histoire plus récente de la Saxe-Anhalt.

## Biographie
Thomas étudie de 1939 à 1943 à la 17e école primaire de Berlin-Staaken. En 1951, il passe l'Abitur au lycée baron-vom-Stein (de) de Berlin-Spandau. À partir du semestre d'été 1952, il étudie l'histoire et le latin à Berlin et pendant deux semestres à Göttingen. À l'Université libre de Berlin, il obtient son doctorat en décembre 1960 avec la thèse La lutte pour la deuxième réforme en électorat de Saxe 1586-1591. En 1961, il réussit le premier examen d'État en histoire et en latin ainsi qu'en pédagogie et philosophie. Klein est un étudiant universitaire de Gerhard Oestreich. À la suggestion d'Oestreich, il a abordé un sujet sur le crypto-calvinisme en électorat de Saxe pour sa thèse de 1586 à 1591. En 1961, il devient son assistant à l'Institut Friedrich-Meinecke (de) et le suit comme assistant pour le semestre d'été 1962 à l'Université de Hambourg et pour le semestre d'hiver 1966-1967 à l'Université Philippe de Marbourg. De 1966 à 1972, il est conseiller académique et de 1972 à 1998 professeur d'histoire moderne à l'Université de Marbourg. Il est trois frois doyen de la faculté 06 des sciences historiques.
Klein devient membre de la Commission historique de Hesse en 1972, puis membre du comité principal en 1977 et est trésorier adjoint du conseil d'administration de 1993 à 1995. De 1976 à 1991, il est rédacteur en chef du Hessischen Jahrbuch für Landesgeschichte. De 1976 jusqu'à peu de temps avant sa mort, il est vice-président du bureau des examens académiques pour l'enseignement à temps partiel dans les lycées. Après la réunification, il devient membre de la Commission historique de Saxe-Anhalt (de).
En tant que professeur académique, il dirige 15 thèses. Olaf Mörke (de) est l'un de ses étudiants universitaires. Klein est mort d'une insuffisance cardiaque.
Sa liste de publications comprend 83 titres. Klein ne se concentre pas exclusivement sur le début de la période moderne, mais traite également des sujets de l'histoire moderne et de l'histoire contemporaine. Ses recherches se sont concentrent sur la Réforme et la confessionnalisation ainsi que sur l'histoire nationale allemande. En 1970, il présente une édition sur l' histoire de l'Église catholique et de la réforme scolaire par Urban Pierius (de). En 1975, il publie un article sur les conséquences de la guerre des paysans allemands de 1525. En 1986, il publie également une étude fondamentale des relevés des princes impériaux allemands de 1550 à 1806. Klein s'intéresse aussi beaucoup à l'histoire administrative moderne. Il travaille sur les grandes lignes de l'histoire administrative allemande de 1815 à 1945 établie par Walther Hubatsch. Il est responsable des tomes 6 et 11 de la série A et est rédacteur en chef de la série B. Il travaille sur l'histoire administrative allemande en quatre tomes publiée de 1983 à 1985 par Kurt Jeserich, Hans Pohl (de) et Georg-Christoph von Unruh. Il écrit une quarantaine d'articles à ce sujet.
Un autre centre d'intérêt de Klein est l'histoire des partis. En 1985, l'étude majeure Conservatisme prussien-allemand et l'origine de l'antisémitisme politique en Hesse-Cassel (1866-1893). Une contribution à l'histoire du parti de Hesse est publiée. Klein reprend l'édition des rapports de situation de la Gestapo pour la Hesse-Nassau. À la suite de ses activités d'édition, deux volumes sont publiés en 1986. L'édition créé la base d'une série d'essais sur l'histoire des premières années de la dictature nazie. En 1999, il publie également les rapports de situation du président de la Cour suprême et des procureurs généraux de Cassel, Francfort et Darmstadt pour les années 1940 à 1945.
Avec son étude, publiée en 1968, Les élections au Reichstag et les membres du Reichstag dans la province de Saxe et d'Anhalt 1867-1918, les sujets des partis, des élections politiques et du parlementarisme occupent pour la première fois son attention. Deux décennies plus tard, de 1989 à 1995, il publie la collection de sources d'histoire électorale La Hesse comme électeur du Reichstag en trois volumes. La collection de sources est reconnue comme « un ouvrage de référence indispensable et à peine sous-estimé ». Depuis le milieu des années 1990, il s'occupe des négociations de révision des élections du Reichstag allemand. La recherche est en grande partie achevée en 1998. Il peut terminer le manuscrit avant sa mort. Il est édité et publié par son dernier doctorant, Guido Gerstgarbe.

## Travaux
(novembre 2021).
Une liste de ses travaux est apparue dans : Thomas Klein : "Gültig – ungültig". Die Wahlprüfungsverfahren des Deutschen Reichstages 1867–1918 (= Veröffentlichungen der Historischen Kommission für Hessen. Tome 51). Édité et présenté par Guido Gerstgarbe. Elwert, Marburg 2003  (ISBN 3-7708-1236-0), p. 533-545.
Éditions
- Die Lageberichte der Justiz aus Hessen 1940–1945 (= Quellen und Forschungen zur hessischen Geschichte. Bd. 123). Selbstverlag der Hessischen Historischen Kommission, Darmstadt 1999  (ISBN 3-88443-075-0).
- Die Lageberichte der Geheimen Staatspolizei über die Provinz Hessen-Nassau, 1933–1936 (= Veröffentlichungen aus den Archiven Preußischer Kulturbesitz. Bd. 22). 2 Bände. Böhlau, Wien 1986  (ISBN 3-412-05984-6).
- mit Urban Pierius: Geschichte der kursächsischen Kirchen- und Schulreformation. Elwert, Marburg 1970  (ISBN 3-7708-0408-2).

Monographies
- „Gültig – ungültig“. Die Wahlprüfungsverfahren des Deutschen Reichstages 1867–1918 (= Veröffentlichungen der Historischen Kommission für Hessen. Bd. 51). Bearbeitet und eingeleitet von Guido Gerstgarbe. Elwert, Marburg 2003  (ISBN 3-7708-1236-0).
- Der preußisch-deutsche Konservatismus und die Entstehung des politischen Antisemitismus in Hessen-Kassel (1866–1893). Ein Beitrag zur hessischen Parteiengeschichte (= Veröffentlichungen der Historischen Kommission für Hessen. Bd. 59). Elwert, Marburg 1995  (ISBN 3-7708-1057-0).
- Leitende Beamte der allgemeinen Verwaltung in der preußischen Provinz Hessen-Nassau und in Waldeck 1867–1945 (= Quellen und Forschungen zur hessischen Geschichte. Bd. 70). Historische Kommission für Hessen, Darmstadt 1988  (ISBN 978-3-88443-159-7).
- Der Kampf um die zweite Reformation in Kursachsen 1586–1591 (= Mitteldeutsche Forschungen. Bd. 25). Böhlau, Köln u. a. 1962.